# West Worcestershire
Circonscription parlementaire de la Chambre des communes
La circonscription de West Worcestershire est une circonscription électorale anglaise située dans le Worcestershire et représentée à la Chambre des communes du Parlement britannique.

## Géographie
La circonscription comprend :
- La ville de Great Malvern
- Les villages et paroisses civiles de Oldwood, Rochford, Kyre, Bank Street, Grafton, Eastham, Stoke Bliss, Hanley Child, Broadheath, Hanley William, Stanford-on-Teme, Orleton, Lindridge, Eardiston, Shelsley Walsh, Bayton, Frith Common, Abberley, Great Witley, Astley, Noutard's Green, Dunley, Shrawley, Broadheath, Hallow, Dines Green, Lulsley, Broadwas, Berrow Green, Martley, Harpley, Alfrick, Leigh, Leigh Sinton, Malvern Link, Clevelode, Clifton, Newland, Suckley, Madresfield, Bowling Green, Guarlford, Kempsey, High Green, Kerswell Green, Hanley Swan, Earls Croome, Baughton, Welland, Berrow, Birts Street, Castlemorton, Ripple, Strensham, Naunton, Tunnel Hill, Longdon, Conderton, Bredon, Bredon's Norton, Beckford, Ashton under Hill, Sedgeberrow, Aston Somerville, Kersoe, Besford, Birlingham, Pensham, Little Comberton, Elmley Castle et Netherton
- La colline de Bredon Hill

## Députés
Les Members of Parliament (MPs) de la circonscription sont :
La circonscription apparue en 1832 et fut représentée par Henry Lygon (1832-1853), Frederick Knight (1841-1885), Henry Lygon (1863-1866) et Edmund Lechmere (1876-1885). La circonscription fut abolie en 1885 et remplacée par Bewdley, Droitwich, Evesham, East Worcestershire et North Worcestershire.
1997-en cours
| Législature                                                     | Années        | Député           | Député         | Parti        |
| --------------------------------------------------------------- | ------------- | ---------------- | -------------- | ------------ |
| West Worcestershire issue de South Worcestershire et Leominster |               |                  |                |              |
| 52e                                                             | 1997–2001     |                  | Michael Spicer | Conservateur |
| 53e                                                             | 2001–2005     |                  | Michael Spicer | Conservateur |
| 54e                                                             | 2005–2010     |                  | Michael Spicer | Conservateur |
| 55e                                                             | 2010–2015     | Harriett Baldwin |                | Conservateur |
| 56e                                                             | 2015–2017     | Harriett Baldwin |                | Conservateur |
| 57e                                                             | 2017–2019     | Harriett Baldwin |                | Conservateur |
| 58e                                                             | 2019–2024     | Harriett Baldwin |                | Conservateur |
| 59e                                                             | 2024–en cours | Harriett Baldwin |                | Conservateur |

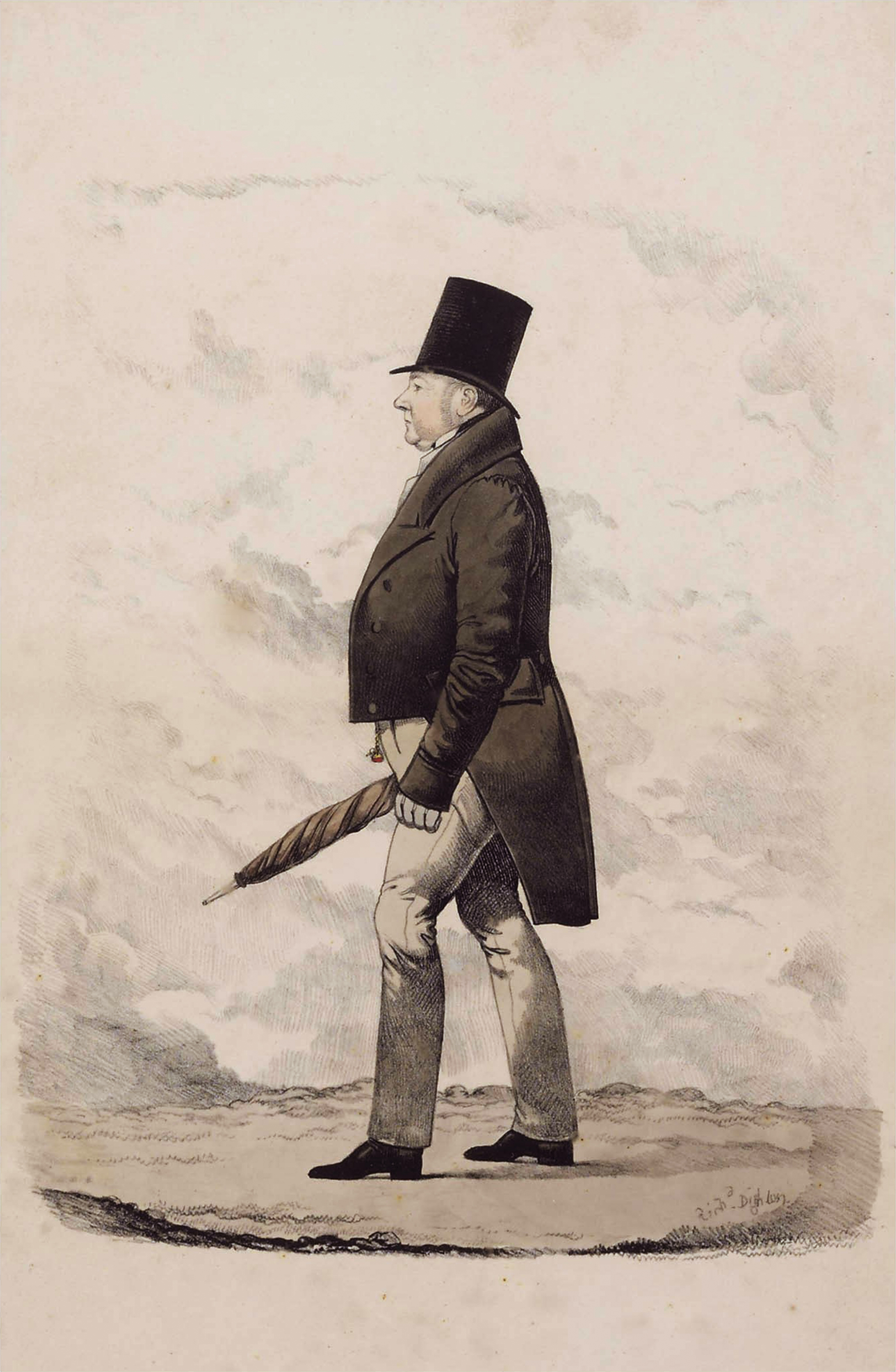
Henry Lygon (1832-1853), par Richard Dighton
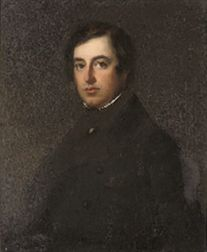
Frederick Knight (1841-1885)
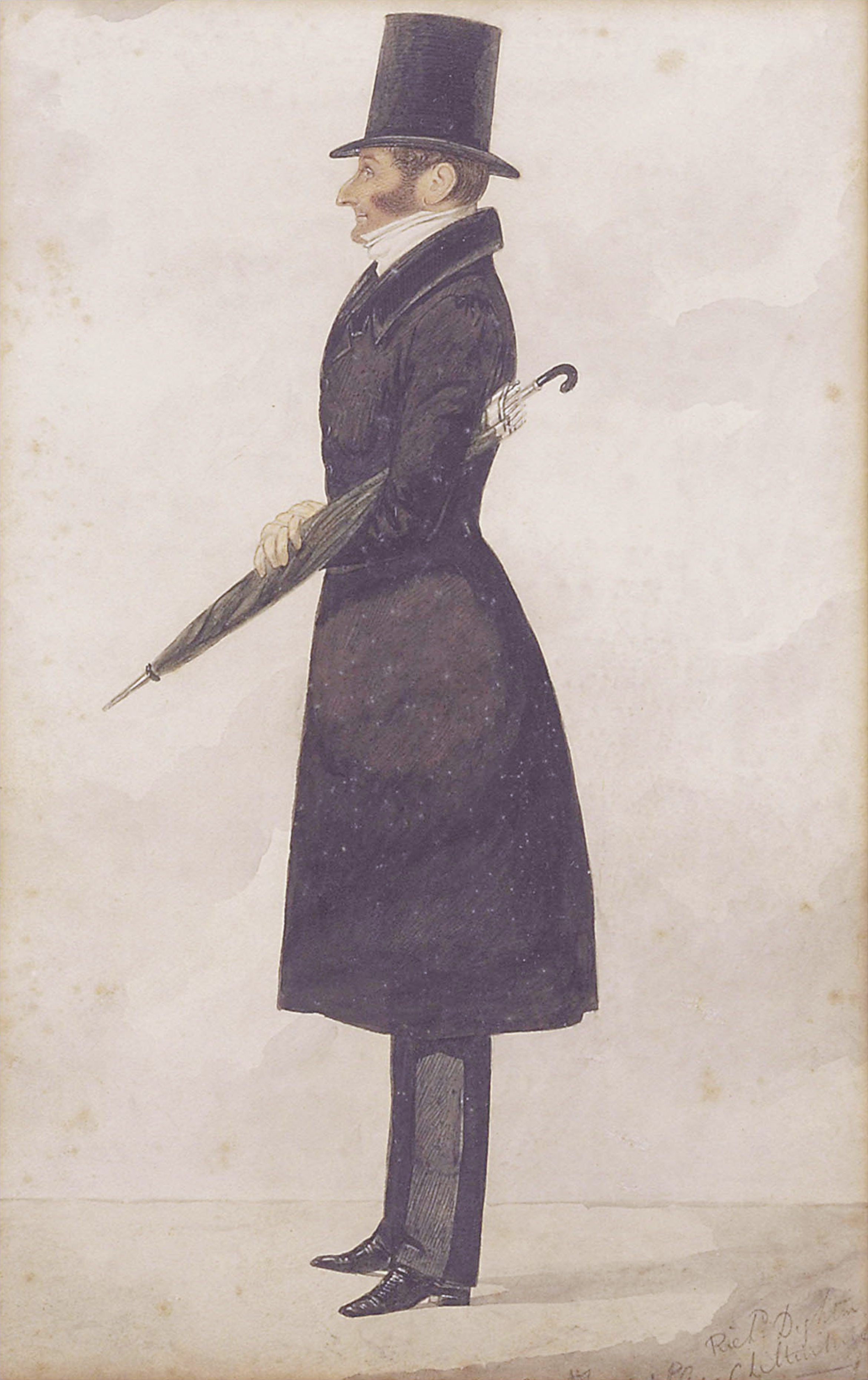
Henry Lygon (1863-1866), par Richard Dighton
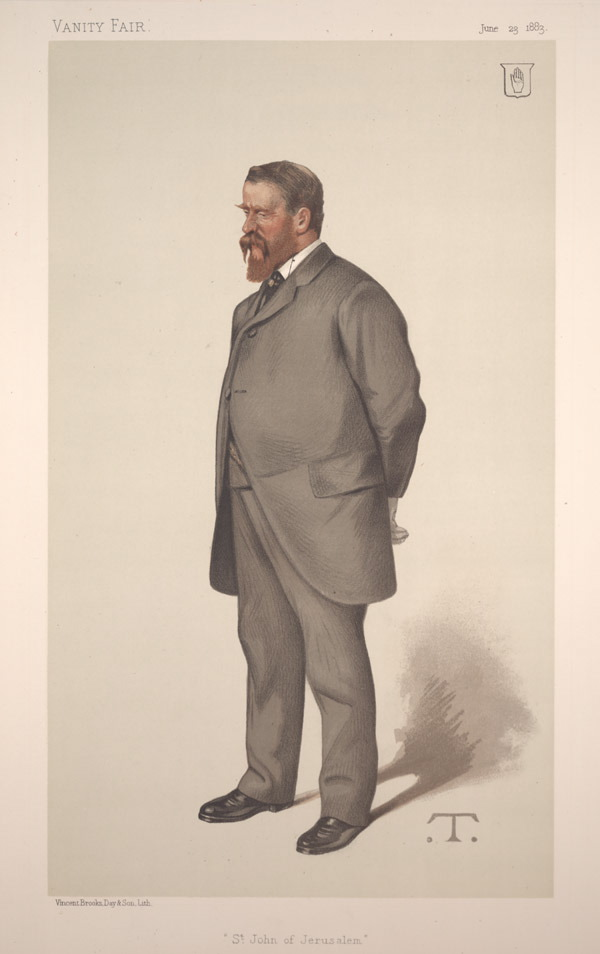
Edmund Lechmere (1876-1885), par Théobald Chartran (Vanity Fair)
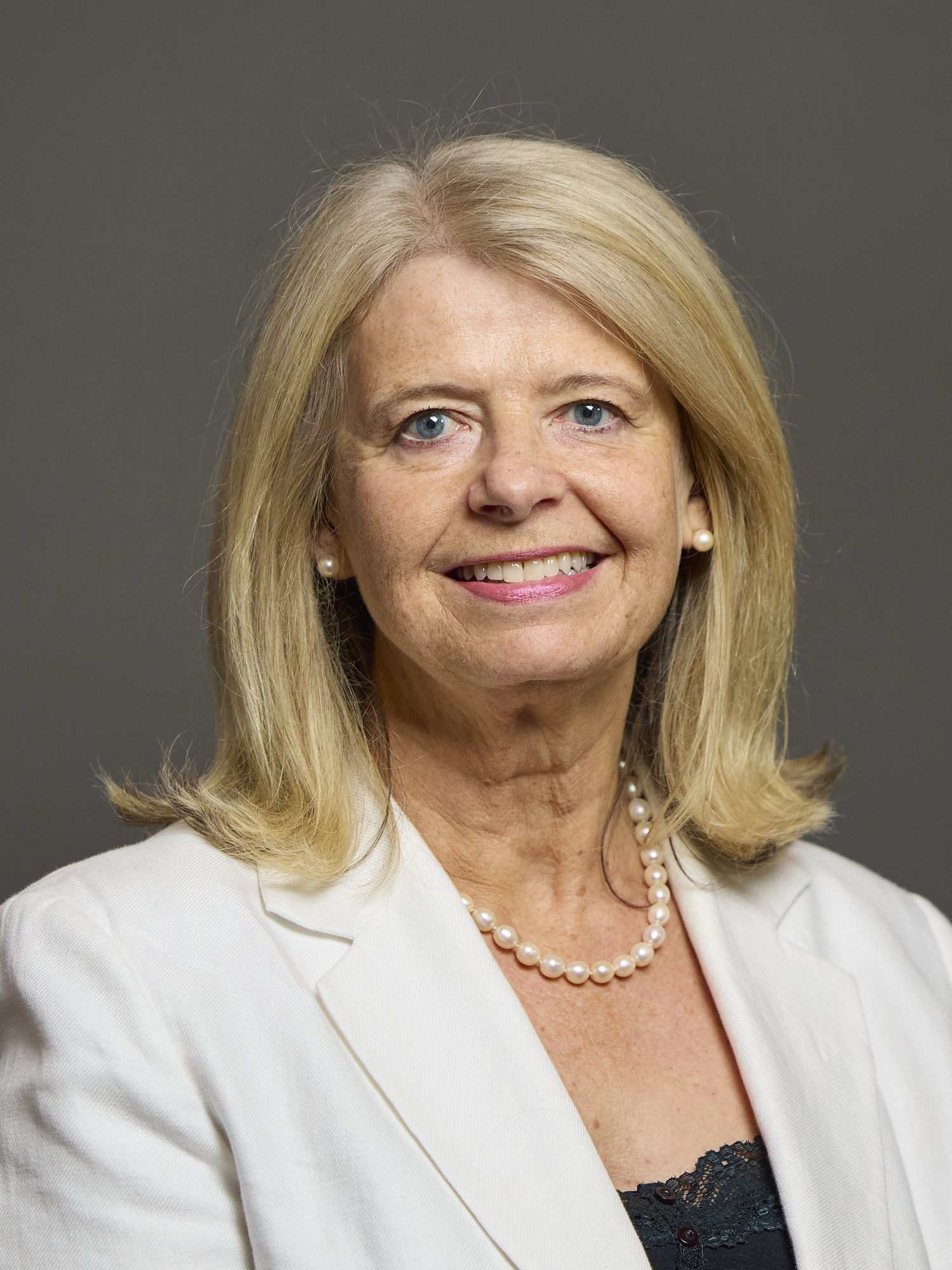
Harriett Baldwin (2010-en cours)